# Premier League de Escocia 1998-99
La temporada 1998-99 fue la 102.ª edición del Campeonato escocés de fútbol y la 1.ª edición como Premier League de Escocia, la división más importante del fútbol escocés. La competencia comenzó el 1 de agosto de 1998 y concluyó con la conquista del Glasgow Rangers de su 48.º título de campeón.

## Tabla de posiciones
| Pos | Equipo               | PJ | PG | PE | PP | GF | GC | GA  | Pts |
| --- | -------------------- | -- | -- | -- | -- | -- | -- | --- | --- |
| 1.  | Rangers              | 36 | 23 | 8  | 5  | 78 | 31 | 47  | 77  |
| 2.  | Celtic Glasgow       | 36 | 21 | 8  | 7  | 84 | 35 | 49  | 71  |
| 3.  | St Johnstone         | 36 | 15 | 12 | 9  | 39 | 38 | 1   | 57  |
| 4.  | Kilmarnock           | 36 | 14 | 14 | 8  | 47 | 29 | 18  | 56  |
| 5.  | Dundee FC (A)        | 36 | 13 | 7  | 16 | 36 | 56 | -20 | 46  |
| 6.  | Heart of Midlothian  | 36 | 11 | 9  | 16 | 44 | 50 | -6  | 42  |
| 7.  | Motherwell           | 36 | 10 | 11 | 15 | 35 | 54 | -19 | 41  |
| 8.  | Aberdeen             | 36 | 10 | 7  | 19 | 43 | 71 | -28 | 37  |
| 9.  | Dundee United        | 36 | 8  | 10 | 18 | 37 | 48 | -9  | 34  |
| 10. | Dunfermline Athletic | 36 | 4  | 16 | 16 | 28 | 59 | -31 | 28  |

 PJ = Partidos jugados; PG = Partidos ganados; PE = Partidos empatados; PP = Partidos perdidos;
GF = Goles anotados; GC = Goles recibidos; DG = Diferencia de gol; PTS = Puntos
- (A) : Ascendido la temporada anterior.

|  | Clasificado a Liga de Campeones de la UEFA 1999-2000. |
|  | Clasificado a Copa de la UEFA 1999-2000.              |
|  | Desciende a Primera División de Escocia.              |

## Máximos Goleadores
| Jugador        | Goles | Club          |
| -------------- | ----- | ------------- |
| Henrik Larsson | 29    | Celtic        |
| Rod Wallace    | 19    | Rangers       |
| Billy Dodds    | 16    | Dundee United |
| Eoin Jess      | 14    | Aberdeen      |
| Robbie Winters | 13    | Aberdeen      |
| Gary McSwegan  | 11    | Hearts        |

Source: SPL official website

## Primera División - First División
La Primera División 1998-99 fue ganada por el Hibernian FC, que asciende a la Premier League. Hamilton Academical y Stranraer FC fueron relegados a la Segunda División.
| Pos | Equipo              | PJ | PG | PE | PP | GF | GC | GA  | Pts |
| --- | ------------------- | -- | -- | -- | -- | -- | -- | --- | --- |
| 1.  | Hibernian           | 36 | 28 | 5  | 3  | 84 | 33 | 51  | 89  |
| 2.  | Falkirk             | 36 | 20 | 6  | 10 | 60 | 38 | 22  | 66  |
| 3.  | Ayr United          | 36 | 19 | 5  | 12 | 66 | 42 | 24  | 62  |
| 4.  | Airdrieonians       | 36 | 18 | 5  | 13 | 42 | 43 | -1  | 59  |
| 5.  | St Mirren           | 36 | 14 | 10 | 12 | 42 | 43 | -1  | 52  |
| 6.  | Morton              | 36 | 14 | 7  | 15 | 45 | 41 | 4   | 49  |
| 7.  | Clydebank           | 36 | 11 | 13 | 12 | 36 | 38 | -2  | 46  |
| 8.  | Raith Rovers        | 36 | 8  | 11 | 17 | 37 | 57 | -20 | 35  |
| 9.  | Hamilton Academical | 36 | 6  | 10 | 20 | 30 | 62 | -32 | 28  |
| 10. | Stranraer           | 36 | 5  | 2  | 29 | 29 | 74 | -45 | 17  |